# Serra del Ginebre
La Serra del Ginebre és una serra situada al municipi dels Hostalets de Pierola a la comarca de l'Anoia, amb una elevació màxima de 496 metres.